# Тирлич
Тирли́ч (Gentiana L.) — рід одно і багаторічних зіллястих півкущів родини тирличевих(Gentianaceae). Здебільшого види тирличевих використовують для підняття апетиту, покращення кровообігу, покращення секрецій шлунку, кишечника, для лікування гнійних ран. Частіше за все готують настойки чи сушать корінь рослини.

## Різноманіття
Відомо понад 300 видів, поширених переважно у помірних широтах земної кулі (у Африці лише в Марокко), у тому числі в Україні — 12:
Представниками роду є такі види:
1. Тирлич безстебловий (G. acaulis L.)
2. Тирлич-свічурник (G. asclepiadea L.)
3. Gentiana clusii Perr. & Songeon
4. Тирлич хрещатий (G. cruciata L.)
5. Gentiana frigida Hänke
6. Тирлич жовтий (G. lutea L.)
7. Тирлич сніговий (G. nivalis L.)
8. Тирлич вузьколистий (G. preumonanthe L.)
9. Тирлич крапчастий (G. punctata L.)
10. Тирлич піренейський (G. pyrenaica L.)
11. Тирлич міхурчастий (G. utriculosa L.)
12. Тирлич весняний  (G. verna L.)

- у Криму можливо зростає Gentiana septemfida Pall.

## Використання
Багато видів є лікарськими рослинами. Корені і кореневища тирличу жовтого використовують у медицині.Вперше корінь тирлича жовтого був застосований для лікування чуми, (для збудження апетиту) і в коньяково-горілчаному виробництві.
Тирлич сніговий (Gentiana nivalis L.) -є зникаючим видом.
Тирлич весняний (Gentiana verna L.) -теж, є зникаючим і занесений до Червоної книги України.
Тирлич крапчастий (Gentiana punctata L.) -за хімічним складом схожий до тирлича жовтого.
Тирлич безстебловий (Gentiana acaulis L.) -використовують як декоративну рослину, є рідкісним
Тирлич хрещатий/хрестоподібний (Gentiana cruciata L.) -як лікувальний засіб використовують для покращення секреції шлунково-кишкового тракту,як сечогінний засіб,також тирлич хрещатий має антисепричну дію(за хімічним складом схожий до тирличу жовтого .